# Baltic Cup 1995
Der Baltic Cup 1995 war die 35. Austragung des Baltic Cups um den Titel des Baltikummeisters. Das Turnier für Fußballnationalmannschaften fand zwischen dem 19. und 21. Mai 1995 im Daugava-Stadion der lettischen Hauptstadt Riga statt. Die heimische Nationalmannschaft gewann den 16. Titel.

## Gesamtübersicht
| Pl. | Verein   | Sp. | S | U | N | Tore    | Diff. | Punkte |
| --- | -------- | --- | - | - | - | ------- | ----- | ------ |
| 1.  | Lettland | 2   | 2 | 0 | 0 | 004:000 | +4    | 06     |
| 2.  | Litauen  | 2   | 1 | 0 | 1 | 007:200 | +5    | 03     |
| 3.  | Estland  | 2   | 0 | 0 | 2 | 000:900 | −9    | 0      |

|                      |   |         |     |
| 19. Mai 1995 in Riga |   |         |     |
| Lettland             | – | Estland | 2:0 |
| 20. Mai 1995 in Riga |   |         |     |
| Litauen              | – | Estland | 7:0 |
| 21. Mai 1995 in Riga |   |         |     |
| Lettland             | – | Litauen | 2:0 |

### Lettland gegen Estland
| Lettland                                  | Lettland | Estland | Estland |
| ----------------------------------------- | --- | --- | ------- |
| Lettland                                  | \| 19. Mai 1995 in Riga (Daugava-Stadion) \| \| Ergebnis: 2:0 (1:0) \| \| Zuschauer: 300 \| \| Schiedsrichter: Sergejus Slyva ( Litauen) \| \| Spielbericht \| | \| 19. Mai 1995 in Riga (Daugava-Stadion) \| \| Ergebnis: 2:0 (1:0) \| \| Zuschauer: 300 \| \| Schiedsrichter: Sergejus Slyva ( Litauen) \| \| Spielbericht \|                                                                                            | Estland |
| Lettland                                  | Raimonds Laizāns, Igors Troickis, Vitālijs Astafjevs (73. Imants Bleidelis), Mihails Zemļinskis (67. Artūrs Zakreševskis), Jurijs Ševļakovs , Boriss Monjaks, Valērijs Ivanovs, Armands Zeiberliņš, Vladimirs Babičevs (65. Rihards Butkus), Aleksandrs Jelisejevs (54. Aivars Pozņaks), Vīts Rimkus Cheftrainer: Jānis Gilis | Toomas Tohver, Jan Õun (44. Janek Meet), Arvo Kraam, Janek Kiisman (69. Atko Väikmeri), Aivar Priidel (80. Vahur Vahtramäe), Indrek Zelinski , Marko Lepik, Marko Lelov, Andre Anis (57. Tõnis Kalde), Andres Oper, Argo Arbeiter Cheftrainer: Aavo Sarap | Estland |
| Lettland                                  | 1:0 Armands Zeiberliņš (38.) 2:0 Valērijs Ivanovs (65.) | | Estland |
| 19. Mai 1995 in Riga (Daugava-Stadion)    | | |         |
| Ergebnis: 2:0 (1:0)                       | | |         |
| Zuschauer: 300                            | | |         |
| Schiedsrichter: Sergejus Slyva ( Litauen) | | |         |
| Spielbericht                              | | |         |

### Litauen gegen Estland
| Litauen                                  | Litauen | Estland | Estland |
| ---------------------------------------- | --- | --- | ------- |
| Litauen                                  | \| 20. Mai 1995 in Riga (Daugava-Stadion) \| \| Ergebnis: 7:0 (3:0) \| \| Zuschauer: 1.500 \| \| Schiedsrichter: Roman Lajuks ( Lettland) \| \| Spielbericht \| | \| 20. Mai 1995 in Riga (Daugava-Stadion) \| \| Ergebnis: 7:0 (3:0) \| \| Zuschauer: 1.500 \| \| Schiedsrichter: Roman Lajuks ( Lettland) \| \| Spielbericht \| | Estland |
| Litauen                                  | Marius Poškus (63. Arvydas Skrupskis), Arūnas Šuika, Raimundas Vainoras, Tomas Žiukas, Andrius Tereškinas, Ramunas Stonkus (66. Vytautas Apanavičius), Aidas Preikšaitis (46. Andrius Upstas), Virginijus Baltušnikas (62. Rimantas Žvingilas), Donatas Vencevičius, Aurelijus Skarbalius (59. Andrius Žuta), Eimantas Poderis Cheftrainer: Benjaminas Zelkevičius | Toomas Tohver (46. Martin Kaalma), Janek Meet, Atko Vaikmeri (38. Andres Oper), Arvo Kraam, Janek Kiisman (61. Raivo Nõmmik), Indrek Zelinski , Marko Lepik, Marko Lelov (75. Aivar Priidel), Vahur Vahtramae, Tõnis Kalde (90. + 1 Jan Õun), Argo Arbeiter Cheftrainer: Aavo Sarap | Estland |
| Litauen                                  | 1:0 Aurelijus Skarbalius (27.) 2:0 Virginijus Baltušnikas (34.) 3:0 Aidas Preikšaitis (36.) 4:0 Andrius Upstas (57.) 5:0 Andrius Žutas (62.) 6:0 Rimantas Žvingilas (75.) 7:0 Eimantas Poderis (88.) | | Estland |
| Litauen                                  | Arūnas Šuika | Aivar Priidel | Estland |
| 20. Mai 1995 in Riga (Daugava-Stadion)   | | |         |
| Ergebnis: 7:0 (3:0)                      | | |         |
| Zuschauer: 1.500                         | | |         |
| Schiedsrichter: Roman Lajuks ( Lettland) | | |         |
| Spielbericht                             | | |         |

### Lettland gegen Litauen
| Lettland                                  | Lettland | Litauen | Litauen |
| ----------------------------------------- | --- | --- | ------- |
| Lettland                                  | \| 21. Mai 1995 in Riga (Daugava-Stadion) \| \| Ergebnis: 2:0 (1:0) \| \| Zuschauer: 1.200 \| \| Schiedsrichter: Oleg Timofejev ( Estland) \| \| Spielbericht \| | \| 21. Mai 1995 in Riga (Daugava-Stadion) \| \| Ergebnis: 2:0 (1:0) \| \| Zuschauer: 1.200 \| \| Schiedsrichter: Oleg Timofejev ( Estland) \| \| Spielbericht \| | Litauen |
| Lettland                                  | Raimonds Laizans, Igors Troickis, Vitālijs Astafjevs, Mihails Zemļinskis, Jurijs Ševļakovs , Boriss Monjaks, Valerijs Ivanovs, Armands Zeiberlins (87. Arturs Zakresevskis), Vīts Rimkus, Vladimirs Babicevs (73. Aleksandrs Jelisejevs), Imants Bleidelis Cheftrainer: Jānis Gilis | Marius Poškus, Tomas Žiukas, Andrius Tereškinas (34. Raimondas Žutautas, 73. Vytautas Apanavičius), Ramunas Stonkus, Raimundas Vainoris, Arūnas Žuika, Donatas Vencevičius (34. Arvydas Skrupskis), Virginijus Baltušnikas , Aidas Preikšaitis, Aurelijus Skarbalius (73. Andrius Žuta), Andrius Upstas (44. Rimantas Žvingilas) Cheftrainer: Benjaminas Zelkevičius | Litauen |
| Lettland                                  | 1:0 Mihails Zemlinskis (35., Strafstoß) 2:0 Vitalijs Astafjevs (74.) | | Litauen |
| Lettland                                  | Vitālijs Astafjevs, Jurijs Ševļakovs | | Litauen |
| Lettland                                  | Marius Poškus | | Litauen |
| 21. Mai 1995 in Riga (Daugava-Stadion)    | | |         |
| Ergebnis: 2:0 (1:0)                       | | |         |
| Zuschauer: 1.200                          | | |         |
| Schiedsrichter: Oleg Timofejev ( Estland) | | |         |
| Spielbericht                              | | |         |